# Дельфин из Бордо
Дельфин (умер в 404 году) — святой Римско-Католической церкви, архиепископ Бордо (380—404). День памяти — 24 декабря (в Бордо 30 декабря).
Святой Дельфин был первым исторически достоверным епископом Бордо и именно он обратил в христианство святого Павлина Ноланского. Он участвовал в работе синода в Сарагоссе в 380 году, на котором была осуждена присциллианская ересь. Святой Дельфин общался со святым Амвросием, епископом Медиоланским.
Преемником Дельфина на кафедре Бордо стал святой Аманд.